# Phengodes mexicana
Phengodes mexicana is een keversoort uit de familie Phengodidae. De wetenschappelijke naam van de soort is voor het eerst geldig gepubliceerd in 1975 door Wittmer.